# Virus portados por murciélagos

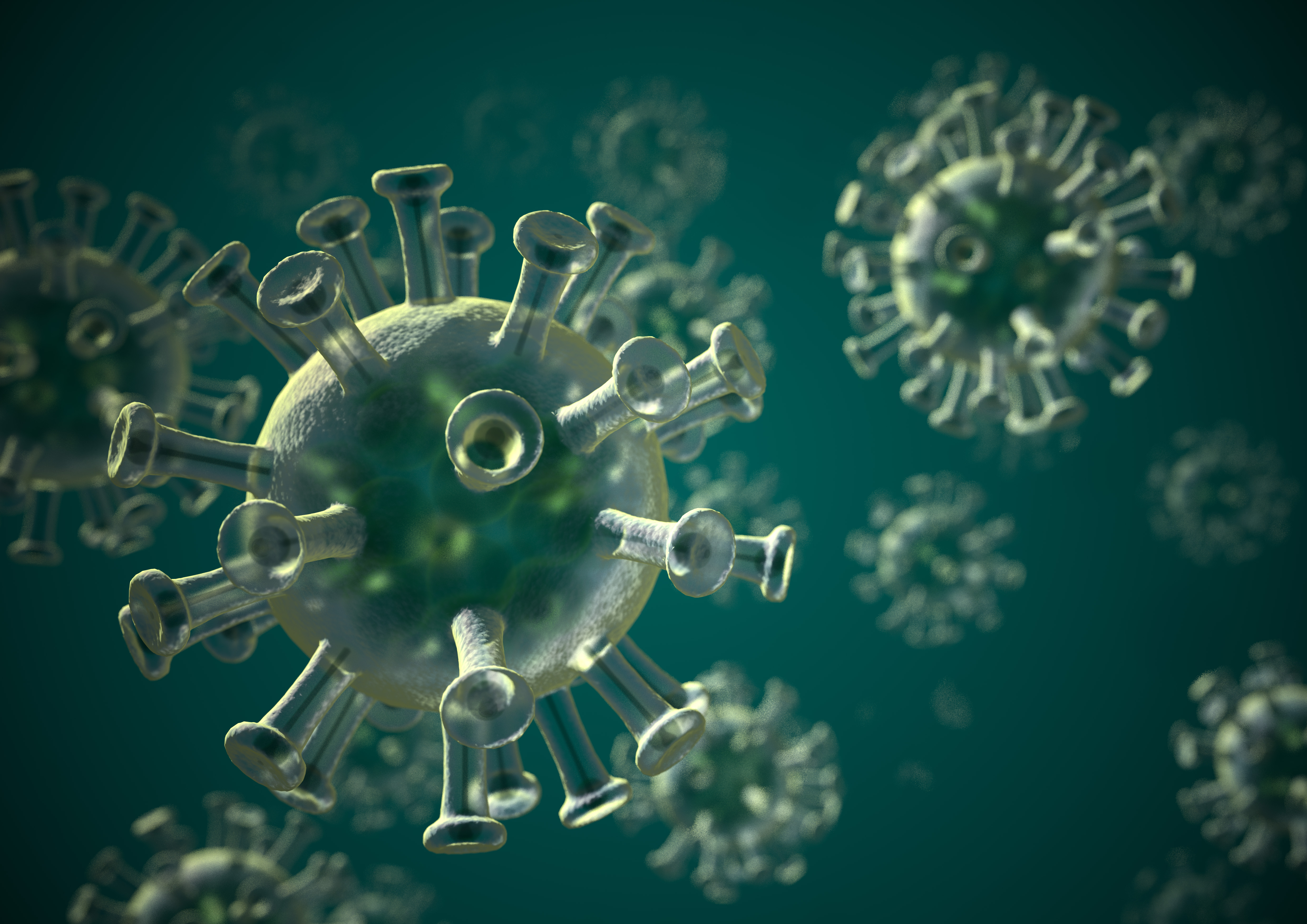

Los virus portados por murciélagos son diversas variedades de virus cuyo reservorio primario es alguna especie de murciélago. Las especies de virus incluyen coronavirus, hantavirus, lyssavirus, coronavirus del SARS, virus de la rabia, virus nipah, virus lassa, Henipavirus, virus del ébola y Marburg virus. Los virus portados por murciélagos se encuentran entre los virus emergentes más importantes.

## Transmisión
Los virus portados por los perros son transmitidos mediante la mordedura del murciélago y transferidos a través de la saliva, también se transmiten por aerosolización de su saliva, heces, y/o orina. Al igual que el virus de la rabia, los nuevos virus emergentes portados por murciélagos pueden ser transmitidos por los murciélagos en forma directa a los seres humanos. Ellos comprenden el virus del ébola, el SARS, y el coronavirus del síndrome respiratorio de China.
Si no se reconoce ni se trata, el intervalo entre la transmisión de las cepas del virus de la rabia hasta que la enfermedad se manifiesta en las víctimas varía de horas a años. La mayoría de las víctimas no son conscientes de haber sido mordidas por un murciélago o expuestas a las secreciones de un murciélago. Esto puede deberse a la falta de conciencia de la presencia de un murciélago en el mismo espacio, como cuando duerme, no siente la picadura si está al tanto de la presencia del murciélago, y/o se expone a la saliva, orina, y / o heces de murciélagos en recintos cerrados. Estos incluyen cuevas y espacios donde habita o transita el ser humano tales como áticos, sótanos, graneros y cobertizos.

## Susceptibilidad de los murciélagos a las infecciones virales
Se cree que los hábitos de descanso de los murciélagos, el ciclo reproductivo, la migración y la hibernación, producen una susceptibilidad natural a los virus. Además, se sabe que los murciélagos tienen infecciones virales persistentes con mayor frecuencia que otros mamíferos. Se cree que esto se debe a que sus anticuerpos tienen una vida media más corta. También se ha demostrado que los murciélagos son más susceptibles a la reinfección con los mismos virus, mientras que otros mamíferos, especialmente los humanos, tienen una mayor propensión a desarrollar diversos grados de inmunidad.

## Murciélagos y roedores como reservorios de virus
Los murciélagos albergan más virus que los roedores y son capaces de propagar enfermedades en un área geográfica más amplia debido a su capacidad de volar y sus patrones de migración y descanso. Además, ciertas especies de murciélagos, como el murciélago marrón, favorecen los refugios en los espacios del ático de las viviendas del ser humano desde las cuales a menudo invaden espacios en otras partes de la estructura. Esto los pone en contacto con los humanos. Los roedores, por otro lado, están más confinados a su ubicación geográfica y buscan refugio estacional en madrigueras y en viviendas y edificios en el área más próxima.

## Virus en los murciélagos

### Coronavirus
El brote del 2002 del síndrome respiratorio agudo severo (SARS) y el brote del 2012 del síndrome respiratorio del Medio Oriente se han rastreado hasta determinar que se originaron en los murciélagos. Los Corona virus son virus de ARN monocadena de sentido positivo    con cuatro géneros, corona virus Alfa, corona virus Beta, corona virus Gamma, y corona virus Delta. De estos cuatro el corona virus Alfa, y el  corona virus Beta son portados por murciélagos.
En el 2020, un mercado de alimentos que vende animales salvajes (denominado ye wei 野味), en Wuhan, China fue relacionado con un brote del coronavirus 2019-nCoV. Inicialmente mediante estudios genéticos, los científicos determinaron que el coronavirus se asemeja a los virus que se encuentran en los murciélagos. Estudios genéticos posteriores han determinado que el virus se puede haber transmitido a las personas desde víboras y pangolines, las cuales a su vez es posible que hayan recibido el virus de murciélagos en el mercado en el cual se comercializan ambas especies. Sin embargo, en la comunidad científica existen dudas sobre la validez de la técnica genética utilizada (sesgo en el uso de codones).

### Virus de la rabia (familia Rhabdoviridae, género Lyssavirus)
Si bien los murciélagos no son los únicos mamíferos asociados a la rabia, se sabe que son portadores y transmisores de la enfermedad. Por ejemplo, los mismos son una fuente de muertes por rabia en Estados Unidos donde se contabilizan de una a dos infecciones por año. Los perros son la principal fuente de muertes de personas por rabia, contribuyendo al 99% de todas las transmisiones de rabia a seres humanos según informa la Organización Mundial de la Salud.

### Hantavirus
Los hantavirus, generalmente se encuentra en roedores y musarañas, fueron descubiertos en dos especies de murciélagos. El Mouyassué virus (MOUV) fue aislado en murciélagos de banana pipistrelle capturados cerca de la villa de Mouyassué en Costa de Marfil, África Occidental. El Magboi virus fue aislado de murciélagos de cara partida peludos encontrados cerca del río Magboi en Sierra Leona en el 2011. Los mismos son virus de NRA de cadena simple, de sentido negativo, de la familia Hantaviridae.

### Henipavirus
El henipavirus es un género de virus de ARN en la familia Paramyxoviridae, orden Mononegavirales que incluye cinco especies reconocidas. Los henipavirus son naturalmente portados por murciélagos pteropides de la fruta (zorro volador) y   micromurciélagos de varias especies.

### Filovirus
Los filovirus son responsables de infecciones hemorrágicas fatales en los seres humanos y monos. Estas incluyen los virus de Marburg (MARV) y el virus del Ébola (EBOV).